# Pithole

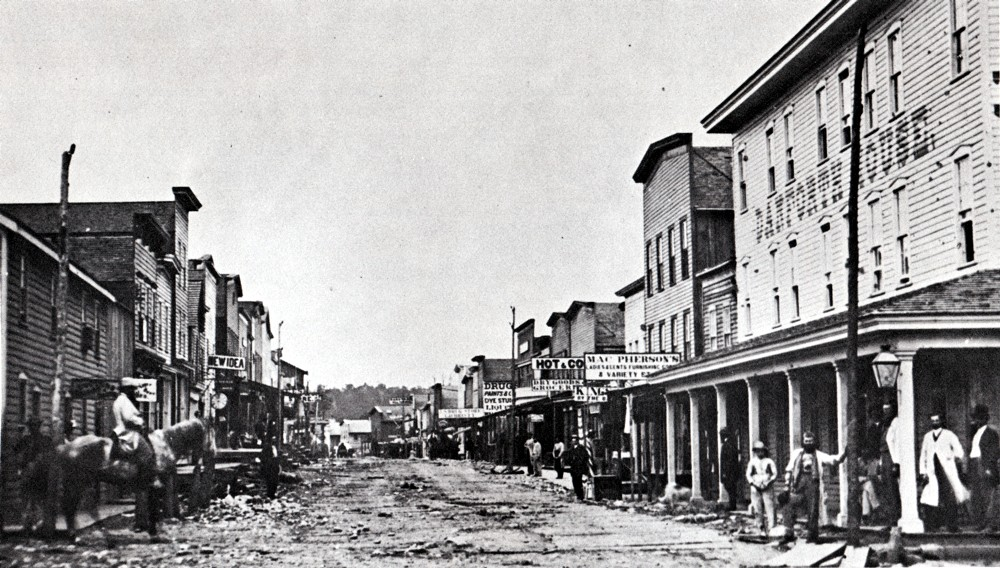
La ville de Pithole en 1866.

Pithole, ou Pithole City, est une ville fantôme du comté de Venango, dans l'État de Pennsylvanie, aux États-Unis. Elle se situe dans la municipalité de Cornplanter Township, à environ 10 kilomètres du parc d'État d'Oil Creek, un site historique connu pour avoir été le berceau de l'industrie pétrolière américaine. De fait, la croissance soudaine de la ville ainsi que son rapide déclin sont intimement liés aux balbutiements de l'industrie pétrolière naissante.
Le premier afflux important de personnes sur le site de la future ville coïncide historiquement avec l'apparition des premiers forages pétroliers fructueux en janvier 1865. La ville est fondée en mai 1865, et est officiellement reconnue municipalité en décembre de la même année, sa population étant alors de 20 000 habitants. À son apogée, Pithole compte 54 hôtels, trois églises, le troisième plus important bureau de poste de Pennsylvanie, et est desservie par une ligne de chemin de fer. La ville comptait également un journal, le Pithole Daily Record.

## Sources
- (en) Cet article est partiellement ou en totalité issu de l’article de Wikipédia en anglais intitulé « Pithole, Pennsylvania » (voir la liste des auteurs).